# Block by Block
Block by Block（ブロック・バイ・ブロック）は、『Minecraft』の開発元であるMojangと国際連合のパートナーシップによって設立された慈善団体である。若者に対して、都市再生への参加を促すことを目的としている。子供たちは、『Minecraft』を使用して故郷の町を再設計し、新たに想像することができる。
当初は『Minecraft』が最初に作られたスウェーデンで始まり、その後多くの国に広がった。Mojangは主要な財政的スポンサーを務めている。また、国際連合人間居住計画の持続可能な都市開発ネットワークの一部でもある。
Block by Blockは、『Minecraft』を使用して集合住宅の近代化を図ったスウェーデンの同様の取り組みであるMina Kvarterの先例に倣っている。

## 歴史
2012年9月、Mojangは国際連合人間居住計画（国連ハビタット）と協力して、『Minecraft』内に現実世界と同じ環境を作り出すプロジェクト、Block by Blockを開始した。このプロジェクトでは、若者が望むような住環境を作るための設計に若者自身が参加できる。『Minecraft』を使用して、コミュニティは懸念される地域の再建を支援し、住民はMinecraftサーバーに入り、各々の住む地域を改良するよう招待されている。MojangのマネージングディレクターであるCarl Mannehは、同作を「このプロセスを促進する完璧なツール」と呼び、「3年間のパートナーシップで、2016年までに300の公共空間を改良することを目的とする国連ハビタットの持続可能な都市開発ネットワークを支援する」と述べた。Mojangは、『Minecraft』内に現実世界の環境を描写することを促進させるため、Minecraft建築コミュニティの「FyreUK」と契約した。最初の試験的プロジェクトは、ナイロビの非公式居住地の1つであるキベラで始まり、計画段階にある。Block by Blockは、2011年10月に開始された取り組みである「Mina Kvarter」（私のブロック）の先例に倣っている。「Mina Kvarter」では、スウェーデンのコミュニティの若者に、自分たちの街を改良するための方法を視覚化するツールを提供した。Mannehは、このプロジェクトが必ずしも建築の訓練を受けなくても、都市計画のアイデアを視覚化できる便利な方法であったと述べた。また、住民が提示したアイデアは、政治的決定のテンプレートにもなった。